# سامشینا
سامشینا (به لاتین: Samšina) یک منطقهٔ مسکونی در جمهوری چک است که در شهرستان ییچین واقع شده‌است.